# Violka divotvárná
Violka divotvárná (Viola mirabilis) je vytrvalá bylina z čeledi violkovité (Violaceae). 

## Popis
Na jaře za květu je poměrně nízká (cca 10–12 cm). Později se lodyha (i listy) zvětšuje a prodlužuje až na 30 cm. Oddenek je často vícehlavý a rostlina tak tvoří trsy. Listy jsou jednoduché, čepele listů na bázi srdčité, okrouhle vejčité až téměř okrouhlé, na okraji vroubkovaně pilovité. Řapíky jsou na kýlu nápadně nazpět chlupaté, chlupy na kýlu jsou nápadnější a delší než na jiných místech řapíku, tím se tento druh odlišuje od všech ostatních v ČR rostoucích violek. Lodyha se vytváří, i když na jaře může být ještě nenápadná. Na bázi listů jsou palisty, které jsou celokrajné a výrazně rezaté, týká se to palistů od přízemních listů, (snad jen časně na jaře jsou jen bledě růžové), což je další výrazný znak druhu. Na květní stopce jsou listénce, které jsou v polovině květní stopky a výše. Květy jsou vonné, korunní lístky jsou lilákové až světle fialové, ostruha je světle liláková až bělavá. Kromě toho se vytvářejí také kleistogamické květy. Kvete v dubnu až v květnu. Plodem je tobolka.

## Rozšíření ve světě
Roste v Evropě, kromě západu, na sever zasahuje po jižní Finsko a střední Skandinávii, na východ její areál sahá až po západní Sibiř. Ve východní Asii roste blízce příbuzný druh Viola brachysepala. Mapa viz zde: .

## Rozšíření v Česku
Dosti teplomilný druh preferující bazické substráty. V chladnějších územích s kyselým podkladem často i v rozsáhlých územích chybí. Nejčastěji roste v teplomilných doubravách, dubohabřinách, méně často i v jiných typech listnatých lesů.